# Солнье, Сирил
Сирил Солнье (фр. Cyril Saulnier; родился 16 августа 1975 года в Тулоне, Франция) — французский профессиональный теннисист и тренер.

## Общая информация
Солнье начал играть в теннис в возрасте шести лет вместе с родителями Тьерри и Кристьян. У него есть младшая сестра — Элоди.
Женат с 6 июля 2000 года на девушке по имени Корали; у пары есть дочь — Виктория (родилась 25 июня 2001 года).
В детстве также играл в футбол, но в 17 лет сосредоточился на карьере теннисиста. Кумир в мире тенниса в детстве был Янник Ноа. Любимая поверхность — хард. Увлекается также Гольфом и охотой.

## Спортивная карьера
Первый матч в основных соревнованиях АТП-тура Солнье сыграл в феврале 1999 года на турнире в Марселе. В августе того же года он выиграл первый титул младшей серии «челленджер». В августе состоялся его дебют на турнирах серии Большого шлема, когда он сыграл в основной сетке на Открытом чемпионате США. В январе 2001 года французский теннисист впервые вышел в четвертьфинал в АТП-туре — на турнире в Ченнаи. Следующий раз добраться до 1/4 финала ему удалось в октябре 2002 года на турнире в Москве.
В марте 2003 года Солнье выиграл второй титул на «челленджерах». В июле того же года после выхода в четвертьфинал на турнире в Ньюпорте он впервые в карьере поднялся в топ-100 мирового рейтинга. В начале октября Солнье хорошо выступил на турнире в Токио, где смог переиграть № 12 в мире Иржи Новака, № 14 Марка Филиппуссиса и выйти в полуфинал. На старте сезона 2004 года Сирил дошёл до четвертьфинал турнира в Аделаиде, а за тем в матче первого раунда Открытого чемпионата Австралии обыграл пятую ракетку мира Гильермо Корию. В феврале он вышел в четвертьфинал турнира в Сан-Хосе, а в июле дважды достиг полуфинала на турнирах в Ньюпорте и Лос-Анджелесе. До конца сезона он ещё трижды сумел достичь четвертьфиналов турниров основного тура.
В феврале 2005 года Сирил Сольнье сыграл свой единственный финал АТП в карьере. Он смог достичь его на турнире в Сан-Хосе. В решающем матче за титул француз не смог одолеть № 3 в мире Энди Роддика, проиграв американцу со счётом 0-6, 4-6. Это выступление позволило Солнье войти в топ-50 и в марте 2005 подняться на самую высокую для себя 48-ю строчку рейтинга. В сентябре он смог выиграть третий и последний для себя титул на «челленджерах», а затем вышел в четвертьфинал турнира АТП в Хошимине. В 2007 году Солнье завершил регулярные профессиональные выступления.

## Рейтинг на конец года
| Год  | Одиночный рейтинг | Парный рейтинг |
| 2009 | 1 040             |                |
| 2007 | 670               |                |
| 2006 | 242               | 619            |
| 2005 | 90                | 453            |
| 2004 | 53                | 892            |
| 2003 | 86                | 387            |
| 2002 | 158               | 735            |
| 2001 | 137               | 804            |
| 2000 | 130               | 424            |
| 1999 | 167               | 664            |
| 1998 | 443               | 802            |
| 1997 | 584               | 674            |
| 1996 | 738               |                |
| 1995 | 638               | 1 157          |

## Выступления на турнирах

### Финалы турнировATPв одиночном разряде (1)

#### Поражения (1)
| Титулы                 |
| ---------------------- |
| Турниры Большого Шлема |
| Кубок Мастерс          |
| ATP Masters            |
| ATP International Gold |
| ATP International      |

| №  | Дата            | Турнир        | Покрытие | Соперник в финале | Счет    |
| 1. | 13 февраля 2005 | Сан-Хосе, США | Хард(i)  | Энди Роддик       | 0-6 4-6 |